# ジャンカルロ・マロッキ
ジャンカルロ・マロッキ（Giancarlo Marocchi、1965年7月4日 - ）は、イタリア出身の元同国代表の元サッカー選手。ポジションはミッドフィールダー。

## 経歴
セリエBに所属していたボローニャで、17歳でデビュー。イタリアサッカー界のホープとして、1988年にユヴェントス移籍した。1995-96シーズン終了まで在籍。加入後、ロベルト・バッジョが加入するまでの間、チームの10番であった。加入2年目にはディノ・ゾフ監督の信頼を得て、UEFAカップとコッパ・イタリアを制した。1992-93シーズンにはUEFAカップ優勝、1994-95シーズンにはセリエAとコッパ・イタリアで優勝した。1995-96シーズンのチャンピオンズリーグでは7試合に出場、優勝したが、決勝でもベンチ外になるなど、出場機会は大幅に減少 、シーズン終了後にチームから放出された。
1996年よりボローニャFCへ復帰、チームのリーダーとして、レベルの高いプレーを披露。1999-00シーズンまで現役を続けた。セリエA通算では329試合出場20ゴール。ユヴェントス通算では、323試合21得点、ボローニャ通算では、319試合25得点。
イタリア代表としては、1988年12月のスコットランド代表戦で代表デビューを飾り、1990年のワールドカップイタリア大会にも参加したが、ベストコンディションではなかったことも影響し、1試合の出場も出来なかった。1991年までイタリア代表として11試合でプレーした。

## 個人成績

### リーグ戦
| シーズン | チーム       | リーグ  | 試合数 | ゴール数 |
| -------- | ------------ | ------- | ------ | -------- |
| 1982-83  | ボローニャ   | セリエB | 8      | 0        |
| 1983-84  | ボローニャ   | セリエC | 25     | 1        |
| 1984-85  | ボローニャ   | セリエB | 35     | 6        |
| 1985-86  | ボローニャ   | セリエB | 32     | 0        |
| 1986-87  | ボローニャ   | セリエB | 34     | 1        |
| 1987-88  | ボローニャ   | セリエB | 37     | 5        |
| 1988-89  | ユヴェントス | セリエA | 34     | 1        |
| 1989-90  | ユヴェントス | セリエA | 32     | 5        |
| 1990-91  | ユヴェントス | セリエA | 31     | 3        |
| 1991-92  | ユヴェントス | セリエA | 31     | 1        |
| 1992-93  | ユヴェントス | セリエA | 23     | 1        |
| 1993-94  | ユヴェントス | セリエA | 28     | 2        |
| 1994-95  | ユヴェントス | セリエA | 26     | 2        |
| 1995-96  | ユヴェントス | セリエA | 8      | 0        |
| 1996-97  | ボローニャ   | セリエA | 33     | 4        |
| 1997-98  | ボローニャ   | セリエA | 31     | 1        |
| 1998-99  | ボローニャ   | セリエA | 29     | 0        |
| 1999-00  | ボローニャ   | セリエA | 23     | 0        |

### 代表
| イタリア代表 | 国際Aマッチ | 国際Aマッチ |
| 年           | 出場        | 得点        |
| ------------ | ----------- | ----------- |
| 1988         | 1           | 0           |
| 1989         | 4           | 0           |
| 1990         | 5           | 0           |
| 1991         | 1           | 0           |
| 通算         | 11          | 0           |